# Constance Amiot
Pour les articles homonymes, voir Amiot.
Constance Amiot (née à Abidjan en 1978) est une auteur-compositeur-interprète française de chansons en français et en anglais dans un style pop-folk acoustique.

## Biographie
Née de parents français à Abidjan en Côte d’Ivoire, elle grandit au Cameroun puis aux États-Unis. Elle commence sa carrière dans le Maryland au sein d'un groupe de rock nommé Virus. Elle s'installe ensuite en France à l'âge de 22 ans.
En 2005, elle autoproduit son premier album, Whisperwood, qui l'amène à être signée par le label Tôt ou Tard en 2006.
Dans la foulée, elle enregistre son album, Fairytale (2007), à New York. S'en suivra une tournée européenne qui passera, notamment par de nombreux festivals.
Constance Amiot multiplie les aventures, menant plusieurs projets dont l'écriture et la réalisation de À la bonne étoile, un livre-disque pour enfants raconté par Sanseverino (2009) ou encore Once Twice une adaptation en anglais de l'album La Tendresse des fous de Da Silva (2011).
En 2012, elle enregistre un EP, Blue Green Tomorrows, qui sera la matrice de son quatrième album à l'énergie pop folk colorée12e Parallèle, paru en 2014.   
Elle signe ensuite un deuxième livre-disque pour enfant en 2017 Le Goéland qui fait Miaou (Le label dans la forêt/Crystal Productions), lauréat du grand prix du livre audio 2019, meilleur livre disque jeunesse.   
Après deux ans de tournée « spectacle jeune public », elle travaille actuellement sur son prochain album et compose pour des séries télévisées. 

## Bande originale
- 2005: Comme si de rien était, de Pierre-Olivier Mornas
- 2015-2020: Générique de la Série Télévisée Cassandre, France 3
- 2020: Rewind, Ragnarok, Netflix

## Clips
- 2007 : Clash dans le Tempo, réalisé par Franck Guérin
- 2008 : Fairytale, réalisé par Paf Le Chien
- 2011 : That Road, réalisé par Franck Guérin
- 2012 :  Résonances, réalisé par Delphine Boudon
- 2014 : Montparnasse, réalisé par Delphine Boudon et Andy Maistre
- 2014 : Les Jours, réalisé par Hobo&Mojo